# Синєгубов Олег Васильович
Оле́г Васи́льович Синєгу́бов (нар. 10 серпня 1983, Харків) — український юрист, науковець та підприємець. Голова Полтавської обласної адміністрації (з 11 листопада 2019 до 24 грудня 2021 року). Голова Харківської обласної державної адміністрації (з 24 грудня 2021 року) та начальник Харківської обласної військової адміністрації (під час вторгнення РФ до України від 24.02.2022). Лицар ордена Богдана Хмельницького III ступеня (2022).

## Життєпис
Олег Синєгубов народився 10 серпня 1983 року в Харкові.
Батько — агроном. Мати — бухгалтер.
Закінчив харківську загальноосвітню школу № 147.
2000 року — вступив на юридичний факультет до Харківського університету внутрішніх справ. 2004 року — закінчив ХУВС із відзнакою та здобув кваліфікацію юриста.
З липня 2004 року по травень 2005 року працював слідчим слідчого відділення УМВС України на Південній залізниці.
Із січня 2008 року по липень 2008 року — слідчий слідчого відділення ЛВ станція Основа УМВС України на Південній залізниці.

### Викладацька кар'єра
З травня 2005 по грудень 2007 року — ад'юнкт Харківського національного університету внутрішніх справ.
З серпня 2008 по березень 2009 року — старший викладач кафедри цивільноправових дисциплін ННІ права, економіки та соціології ХНУВС.
У 2008 році захистив дисертацію на здобуття ступеня кандидата юридичних наук за темою «Особливості цивільноправового захисту прав на гідність, честь та ділову репутацію працівників міліції».
З березня 2009 року по липень 2011 року — доцент тієї ж кафедри.
З липня 2011 року по листопад 2015 року — заступник декана з навчально-методичної роботи ННІ права та масових комунікацій ХНУВС. У 2013 році отримав вчене звання доцента кафедри цивільного права та процесу.
У 2015-му захистив докторську дисертацію на тему «Здійснення особистих немайнових прав фізичних осіб, що не досягли повноліття».
З листопада 2015 року по жовтень 2019 року  — декан факультету № 6 ХНУВС.
З вересня 2016 року — заступник голови спеціалізованої вченої ради.
З 2018 року — член експертної ради Міністерства освіти і науки України. Автор більш ніж 70 наукових праць.

### Суспільно-політична діяльність
Політичну кар'єру Олег Синєгубов розпочав у партії Сергія Тігіпка «Сильна Україна», де знайомиться з Олексієм Красовим, який очолював на той момент у Харкові Новобаварський осередок партії.
З 2012 по 2014 роки був помічником народної депутатки України від Партії регіонів Ірини Бережної.
У 2018 році був претендентом на посаду судді Вищого антикорупційного суду України, але не пройшов конкурсний відбір.
2019 року під час виборів до Верховної Ради був довіреною особою кандидата в народні депутати від партії «Слуга народу» по виборчому округу № 180 девелопера Олексія Красова.
У жовтні 2019 уряд погодив призначення Синєгубова головою Полтавської ОДА.
11 листопада 2019 року президент Зеленський призначив Синєгубова головою Полтавської обласної адміністрації. Звільнений із посади 24 грудня 2021 року.
З 24 грудня 2021 року — голова Харківської ОДА. Призначив своїм заступником Віту Ковальську, директора департаменту освіти та науки Полтавської ОДА.

## Підприємницька та адвокатська діяльність
Синєгубов був власником ТОВ «Насіння Слобожанщини» та ТОВ «Синєгубов, Соболєв та партнери», співзасновником комерційних підприємств, серед яких: ТОВ «Віката» (операції з нерухомістю), ТОВ «Сібоней сервіс» (консультації з комерційної діяльності й керування), адвокатського об'єднання «Раскосов Лойес Груп».
З 2009 року має свідоцтво про право на заняття адвокатською діяльністю. З кінця 2019 року дію свідоцтва призупинено.

## Відзнаки та нагороди
- Орден Богдана Хмельницького III ступеня (2022) «за вагомий особистий внесок у захист державного суверенітету та територіальної цілісності України, мужність і самовіддані дії, виявлені під час організації оборони населених пунктів від російських загарбників»[5]
- Відзнака Міністерства оборони України — Медаль «Золотий тризуб» (2023)[18]

## Сім'я
- Дружина — Анна Журавльова, працює на кафедрі внутрішньої медицини № 3 та ендокринології Харківського національного медичного університету.[1]
- Виховує двох синів 2016 та 2020 року народження.